# Forn de llenya

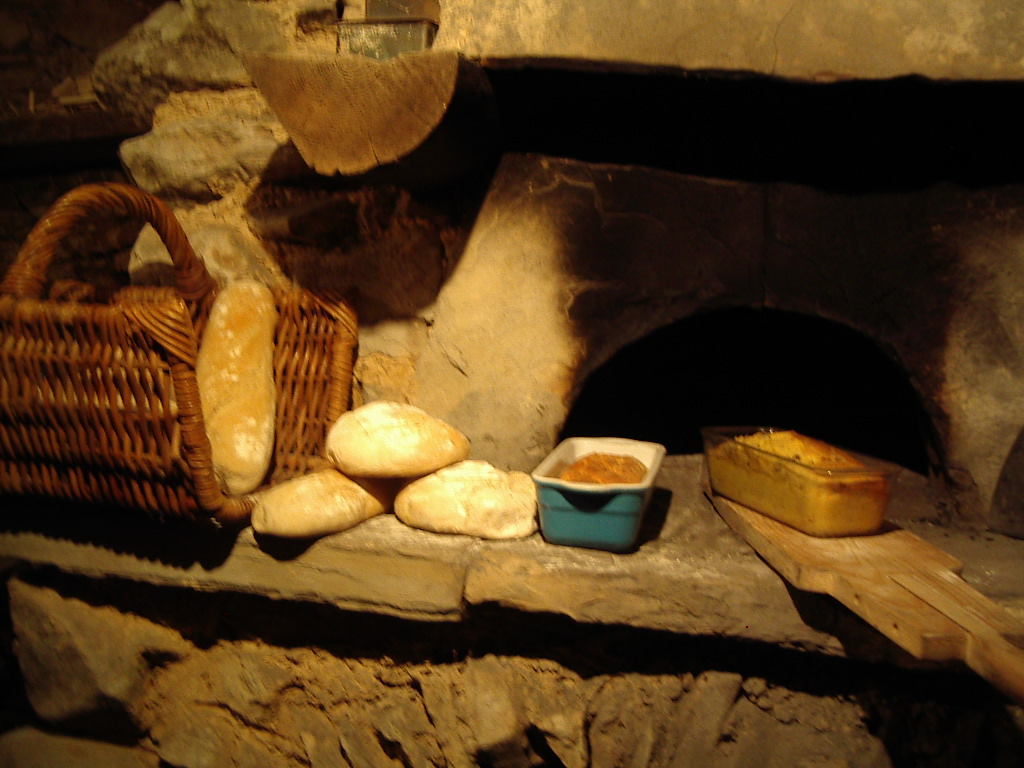
Un forn de llenya.

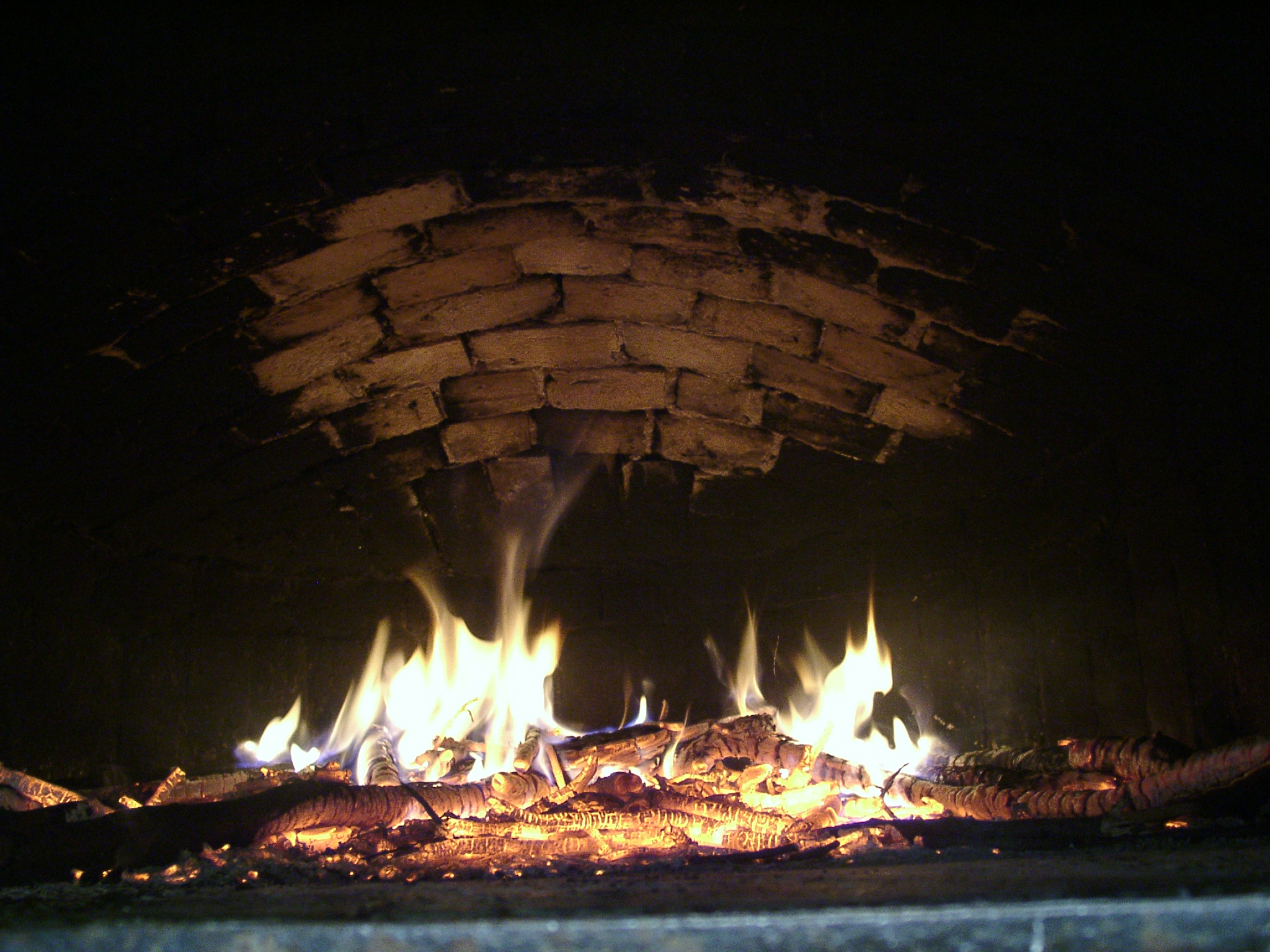
Forn de llenya'

Forns de llenya, són els forns que utilitzen llenya per a crear escalfor, perquè funcionin cal fer d'alguna manera la Recollida de llenya.
Hi ha dos tipus de forn de llenya: "forns de negre" i "forns de blanc".
- Forn de Negre: s'escalfen amb llenya en una cambra i el menjar es cuina en aquesta mateixa cambra, al costat del foc mentre s'està encara en curs, o en la cambra calenta després que es consumeixi la llenya i el carbó restant s'escombra al costat.

- Forn de Blanc: són els que s'escalfen per transferència de calor des d'una cambra de combustió separada i la trajectòria dels gasos de combustió, de manera que el forn romantm "blanc". Mentre que el forn tradicional de llenya és un forn de maçoneria, forns d'aquests tipus també poden ser construïts de tova (utilitzada generalment en la base que subjectava el que seria la cambra de combustió), o fins i tot de ferro fos.

Els forns de llenya són diferents dels forns econòmics (o cuines econòmiques), que utilitzen igualment la fusta per al seu funcionament però funcionen escalfant una superfície de ferro fos en la majoria de casos per a transmetre l'escalfor a les olles o paelles per tal de dur a terme la cocció, com en el cas del gas o l'electricitat que s'utilitza avui en dia.

## Forns de llenya industrials
Tradicionalment a Catalunya els forners "de poble" van adoptar una versió industrial del forn de llenya, amb una estructura totalment o parcialment metàl·lica (com a mínim el frontal i la porta i la resta de maons refractaris). A certs pobles (Arenys d'Amunt) encara hi ha forners que els fan servir, i la tradició i el gust popular accepta que el pa cuit amb llenya és més bó.
Independentment del material amb què estiguin fets, tots tenen una cambra del forn que consisteix en un terra, una cúpula, i una entrada (porta del forn).

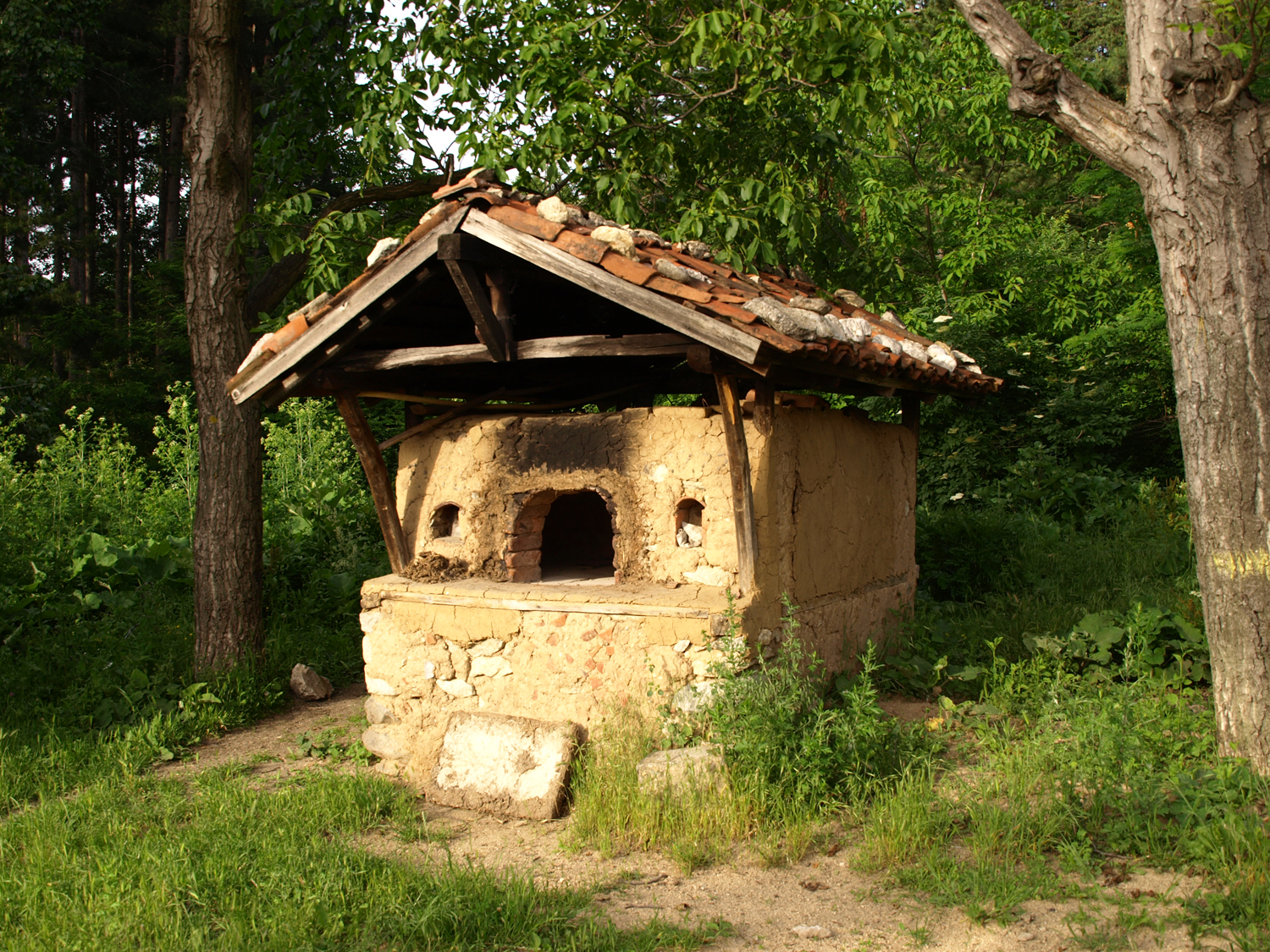
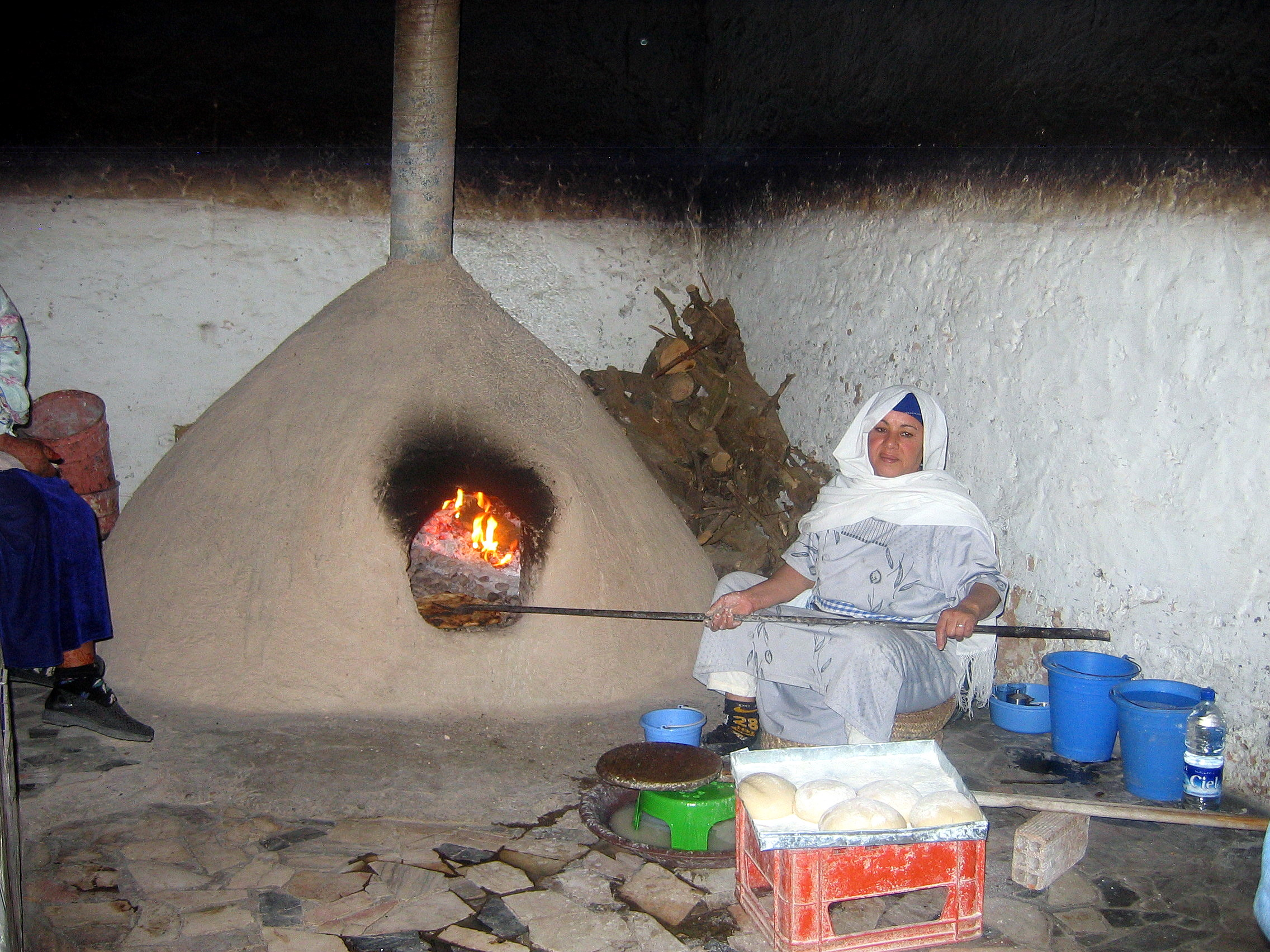
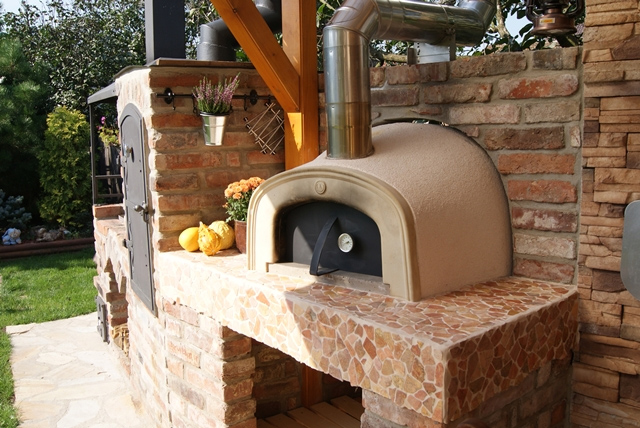
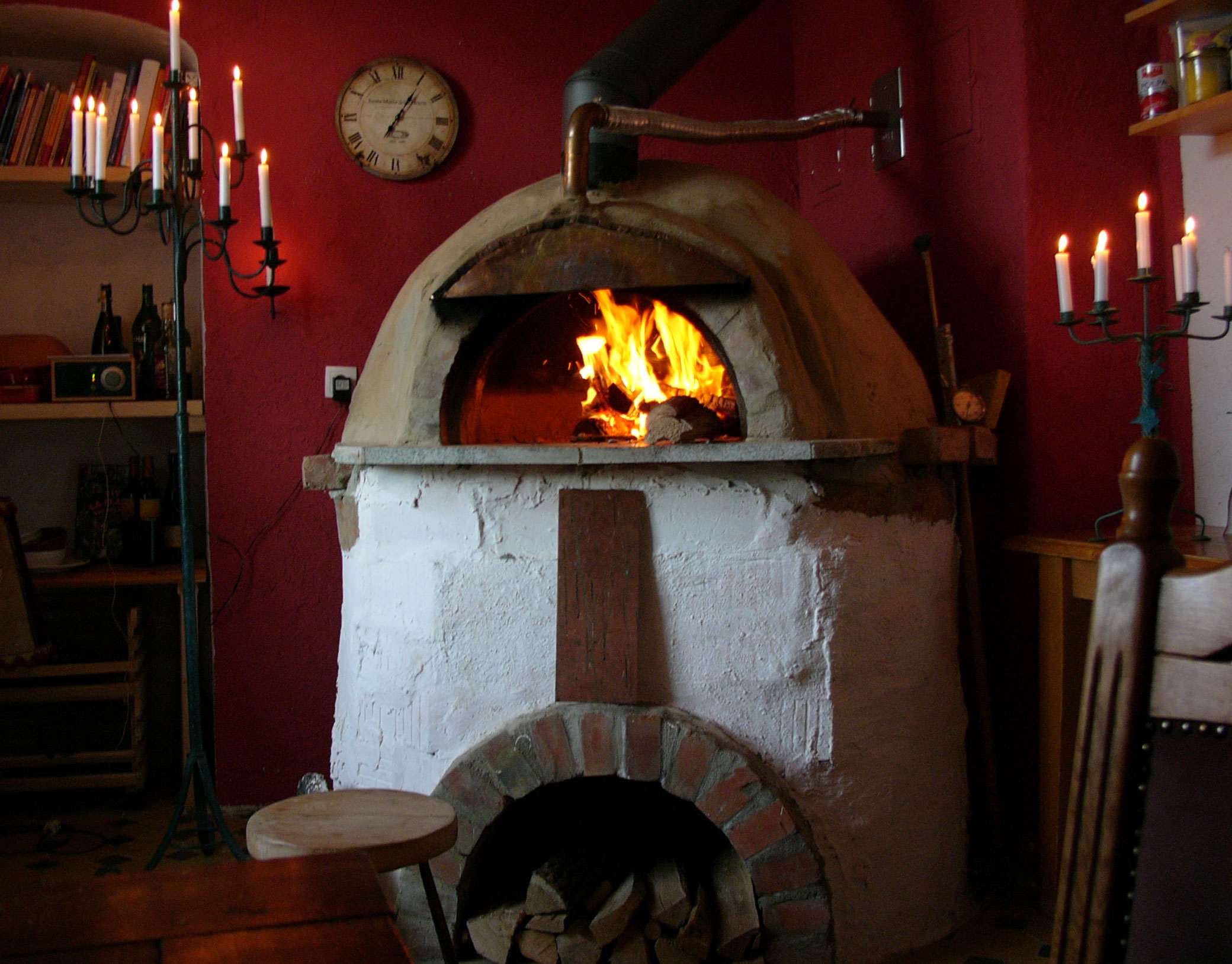
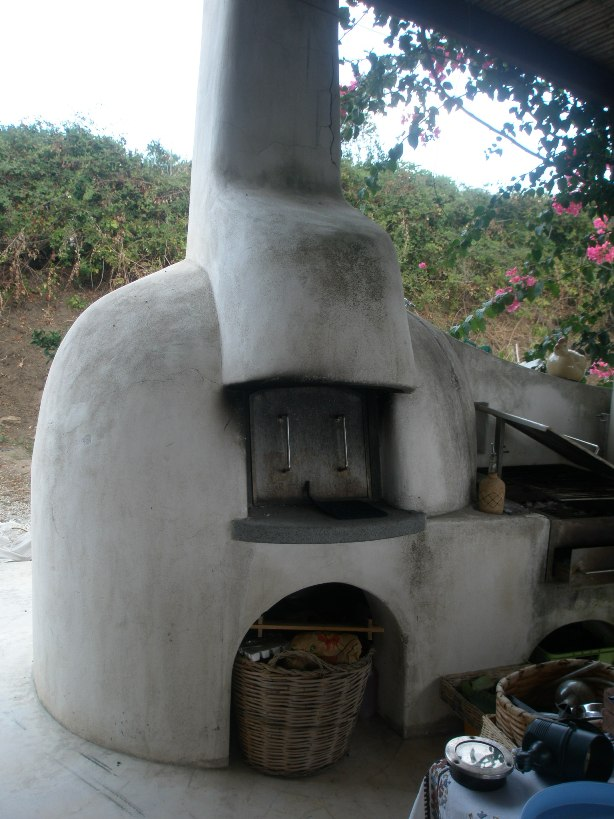